# Grace (film 2009)
(Tagline del film)
Grace è un film del 2009 diretto da Paul Solet. Il film è stato presentato al Fantastic'Arts di Gérardmer (Francia) vincendo il premio della giuria.

## Trama
Madeline Matheson è incinta di otto mesi ed è determinata a partorire il suo bambino con parto naturale. Una sera ha un terribile incidente d'auto insieme a suo marito, che muore nell'impatto. Purtroppo anche la bambina che porta in grembo muore, ma lei non vuole liberasene e continua a tenerla dentro di sé per poi partorirla come aveva deciso. Miracolosamente, appena dopo il parto, la piccola ritorna alla vita e viene chiamata Grace. Stranamente, dopo poco tempo, comincia ad avere uno strano odore che attira le mosche e in più, sembra che sviluppi un'attrazione sinistra per il sangue umano.

## Distribuzione
Il film è stato tratto da un cortometraggio scritto e diretto dallo stesso regista che nel 2006 ha vinto sei premi in festival di cinema del settore, suscitato la curiosità degli addetti ai lavori. Il cortometraggio originale è interpretato da Brian Austin Green e Liza Weil e dura 6 minuti. Dopo essere riuscito a risparmiare sulla produzione di questo corto, Paul Solet è finalmente stato in grado di produrre indipendentemente il lungometraggio omonimo.

Presentato Sundance Film Festival del 2009, Grace non ha però ancora trovato un distributore e quindi finora non ha ancora una data di uscita, né negli Stati Uniti né in altri paesi.

## Festival
Il film vince il premio della giuria al Fantastic'Arts di Gérardmer (Francia) e partecipa ad altri festival :
- Selezione ufficiale al Sundance Film Festival;
- Selezione ufficiale al  SXSW;
- Selezione ufficiale al  AFI Dallas Film Festival;
- Selezione ufficiale al Seattle Int'l Film Festival;
- Selezione ufficiale al Fantasporto,  Portogallo;
- Selezione ufficiale al Sitges - Festival internazionale del cinema della Catalogna;
- Selezione ufficiale al  San Francisco Film Festival;
- Selezione ufficiale al  Independent Film Festival - Boston;
- Selezione ufficiale al  Fantasia Film Festival - Montréal;
- Selezione ufficiale al  Bucheon International Fantastic Film Festival - Corea del Sud;
- Selezione ufficiale al  Festival internazionale del cinema fantastico di Bruxelles;

## Riconoscimenti
- 2009 - Fantastic'Arts di Gérardmer
  - Premio della giuria